# Luigi Dadaglio
Luigi Dadaglio (28 de setembre de 1914 – 22 d'agost de 1990) va ser cardenal de l'Església Catòlica i penitencier major del Tribunal de la Penitenciaria Apostòlica.
Va néixer a Sezzadio, Itàlia. Va ser educat al Seminari de Acqui. Fou ordenat prevere el 22 de maig de 1937. Del 1938 fins al 1942 va continuar els seus estudis a l' Universitat Pontifícia Lateranense, on va treballar en el seu doctorat in utroque iure (sobre dret canònic i llei civil). Més tard va estudiar a l'Acadèmia Pontifícia Eclesiàstica a Roma, on des de 1941 fins al 1943 va estudiar diplomàcia.

## Sacerdoci primerenc
Va unir el Secretariat de Vaticà d'Estatal (secció d'Afers Normals) dins 1942. Sigui el secretari en la nunciatura dins Haití i República Dominicana de 1946 fins que 1950 quan va ser promogut per ser l'Auditor en el apostolic delegació als Estats Units, fins que 1953. Va servir com a auditor dins Canadà i dins Austràlia també. Va ser transferit per ser el counselor en la nunciatura dins Colòmbia de 1958 fins que 1960. Sigui al càrrec, provisionalment, de la nunciatura dins Veneçuela dins abril 1960, fins que ell ell va ser anomenat Nuncio dins Veneçuela el 28 d'octubre de 1961.

## Episcopat
Va ser nomenat Arquebisbe titular de Lerus pel papa Joan XXIII. Va ser consagrat el 8 de desembre de 1961 per Amleto Giovanni Cicognani, Secretari Cardinal d'Estatal, qui va ser assistit per Arquebisbe Angelo Dell'Acqua, substitut del Secretariat d'Estatal. Va assistir al Segon Consell de Vaticà. Va ser nomenat Nunci apostòlic a Espanya el 8 de juliol de 1967. El 31 de gener de 1971 essent Nunci a Espanya, va ordenar bisbe d'Urgell el milanenc Joan Martí i Alanis, Copríncep d'Andorra. Va ser nomenat Secretari de la Congregació per l'Adoració Divina i la Disciplina dels Sagraments el 4 d'octubre de 1980. El Papa Joan Paul II el va nomenar Pro-Important Penitencier el 8 April 1984.

## Cardenalat
Va ser creat i proclamat Cardinal-Diaca de S. Pio V una Vil·la Carpegna en el consistori del 25 maig 1985. Havent estat creat cardenal va ser llavors nomenat Important Penitencier dos dies més tard. Va ser anomenat Arxipreste de la Basílica di Santa Maria Maggiore el 1986. Va dimitir de penitencier el 6 d'abril de 1990. Va morir el 22 d'agost del mateix any.

## Honors
- Cavaller Creu Magnífica de l'Orde de Mèrit Civil (Regne d'Espanya, 18/03/1977).[1]
- Cavaller Creu Magnífica de l'Orde de Carles III (Regne d'Espanya, 20/10/1980).[2]